# Albert Béguin
Albert Béguin (* 17. Juli 1901 in La Chaux-de-Fonds; † 3. Mai 1957 in Rom) war ein Schweizer Essayist, Literaturwissenschaftler und Herausgeber.

## Leben
Béguin legte 1919 sein Baccalauréat in La Chaux-de-Fonds ab. Von 1919 bis 1924 studierte er an der Universität Genf und schloss mit einem Lizenziat ab. Danach zog er nach Paris. Dort arbeitete er als Buchhändler und Übersetzer von Autoren der deutschen Romantik wie Jean Paul oder E. T. A. Hoffmann. Anschließend verbrachte er fünf Jahre als Dozent für französische Sprache und Literatur an der Universität Halle. Zeitgleich arbeitete er an seinem Werk L'âme romantique et le rêve, einer Monografie über die deutsche Romantik, der ein großer Erfolg zuteilwurde. Auch mit dem Aufstieg des Nationalsozialismus beschäftigte er sich. In diesem Zusammenhang hinterfragte er die Rolle der Akademiker und griff die Arbeitslager und die Judenverfolgung an.
1934 erhielt Albert Béguin einen Lehrauftrag am Collège Calvin. 1937 reichte er seine Doktorarbeit mit dem Titel Le rêve chez les romantiques allemands et dans la poésie française moderne (dt. „Der Traum bei den deutschen Romantikern und in der modernen französischen Lyrik“) an der Universität Genf ein. Von 1937 bis 1946 hatte er einen Lehrstuhl für französische Literatur an der Universität Basel inne. Seine Seminare spiegelten seine persönlichen Interessen wider: die spirituelle Dimension des poetischen Schaffens bei Paul Claudel oder Gérard de Nerval, existentielle Unruhe bei Léon Bloy oder Georges Bernanos, das verlorene Paradies bei Alain-Fournier. 1942 rief Béguin die Cahiers du Rhône ins Leben. Damit gelang es ihm durch die Veröffentlichung von Werken von Charles Péguy, Louis Aragon, Paul Éluard, Pierre Emmanuel, Loys Masson, Pierre Jean Jouve, Guy Lévis Mano, Jean Cayrol und Jules Supervielle während des Zweiten Weltkriegs, kritischen französischen Autoren eine Plattform zu bieten. Auch zu anderen Publikationen des Widerstands trug er bei, so etwa zum Sammelband Cri de la France, in dem er eine berühmt gewordene Übersetzung der Legende um den Heiligen Gral publizierte.
1946 kehrte Béguin nach Paris zurück. Nach dem Tod von Emmanuel Mounier 1950 leitete er bis zu seinem eigenen Tod die Zeitschrift Esprit, in der er sich für die künstlerische Freiheit von Schriftstellern einsetzte. Dort veröffentlichte er auch Studien über Indien und Deutschland sowie literaturwissenschaftliche Texte über Blaise Pascal, Honoré de Balzac, Gérard de Nerval, Charles Péguy, Léon Bloy und Charles Ferdinand Ramuz.
1929 heiratete er die Schriftstellerin Raymonde Vincent, die 1937 mit dem Prix Femina ausgezeichnet wurde. Sein Bruder ist der Journalist Pierre Béguin.
Béguin zählt zusammen mit Marcel Raymond und Georges Poulet zur ersten Generation der sogenannten Genfer Schule, der auch Jean Rousset, Jean Starobinski und Jean-Pierre Richard angehören.

## Werke
- L'âme romantique et le rêve, essai sur le romantisme allemand et la poésie française, 1937 (deutsch: Traumwelt und Romantik. Versuch über die romantische Seele in Deutschland und in der Dichtung Frankreichs, dt. von Jürg Peter Walser, hrsg. und mit einem Nachwort versehen von Peter Grotzer, Bern / München: Francke 1972.)
- Gérard de Nerval, 1937
- Nos Cahiers, 1942.
- La Prière de Péguy, 1942.
- Léon Bloy l'Impatient, 1944.
- Le Livre Noir du Vercors, 1944.
- Faiblesse de l'Allemagne, 1946.
- Balzac visionnaire, 1946–1947.
- Patience de Ramuz, 1950.
- Pascal, 1952.
- Création et Destinée
  - Band I, Essais de critique littéraire - L'âme romantique allemande, L'expérience poétique, Critique de la critique
  - Band II, La réalité du rêve
- Bloy mystique de la douleur, 1948

## Editionen und Anthologien
- Gérard de Nerval, Textes choisis, Guy Lévis Mano, 1939.
- Gérard de Nerval, Poésies, kritische Ausgabe, Mermod, 1944.
- Gérard de Nerval, Aurélia und Les Filles de Feu, Skira, 1944.
- Gérard de Nerval, Œuvres (2 Bände), kritische Ausgabe (Hrsg. mit Jean Richter), Bibliothèque de la Pléiade, Gallimard (1952).
- Honoré de Balzac, Petite collection Balzac, 12 Bände, Albert Skira, Genf, 1946.
- Honoré de Balzac, L'Œuvre de Balzac, 16 Bände
- Saint Bernard de Clairvaux, Textes, zusammen mit Paul Zumthor, LUF, 1944.
- La Quête du Graal, LUF, 1945
- E. T. A. Hoffmann, Œuvres complètes, éditions Phébus (mit Madeleine Laval), 1956–1958.

## Übersetzungen
- E. T. A. Hoffmann, Salvator Rosa -  Kreisleriana - Le Chat Murr, Schiffrin, Fourcade, Gallimard, 1926, 1932, 1943.
- E. T. A. Hoffmann, Le Chat Murr, Gallimard, 1943.
- Eduard Mörike, Le Voyage de Mozart, Fourcade, 1929.
- Jean Paul, Choix de Rêves - Hespérus - Le Jubilé, Stock, 1930–1931.
- Johann Wolfgang von Goethe, Entretien avec Müller - Confession d'une belle âme, Stock, 1930–1931.
- Ludwig Tieck, La Coupe d'Or, Denoël, 1933.
- Achim von Arnim, L'Invalide fou, Fontaine, 1945.